# 三万石
株式会社三万石（さんまんごく）は、福島県郡山市にある日本の食品メーカーの一つ。主に和菓子を製造・販売する。

## 歴史
1946年に池田惣助・トシイ夫妻が郡山市で創業。1951年に発売した「銘菓三万石」が評判を呼び、飛躍のきっかけとなる。1960年にエキソンパイ、1967年にままどおるの発売を開始する。
かつては「三万石不二屋」という社名であったが、1986年4月の創業40年を機に「三万石」に改め現在に至る。

## 沿革
- 1946年 - ｢不二屋｣として創業。
- 1962年3月 - 有限会社三万石不二屋設立。
- 1976年5月 - 現在の本社と工場が竣工。
- 1986年4月 - 商号を株式会社三万石に変更。

## 主力製品
- ままどおる
- エキソンパイ

## 山寺風雅の国
1989年（平成元年）に山形市山寺に「山寺風雅の国」をオープン。和風レストランや、鶴岡市（旧朝日村）から建物を移築した古民家ギャラリー、みやげ処、ゲストハウスなどがあり、2014年からは金沢翔子記念館も開設されていた。
また、建物は本間利雄設計事務所（山形市）が設計し、日本インテリアデザイナー協会賞、日本商環境設計家協会の商環境デザイン賞（奨励賞）、日本建築学会東北建築賞（作品賞）などを受賞していた。
2016年10月から休館し、2021年10月に休館後の建物の老朽化により解体されることになった。